# Исследовательская ложа
Исследовательская ложа — масонская ложа, деятельность которой посвящена исследованию масонства. Эта ложа, и в этом качестве, имеет хартию от какой-либо великой ложи, она не присваивает градусов, и ограничивает членство мастеров масонов в ней. Связанные с исследованиями ложи являются масонскими исследовательскими обществами, которые служат той же цели, но функции у них принципиально разные. Исследовательские ложи есть в большинстве стран, где существует масонство.
Старейшая из исследовательских лож — ложа «Quatuor Coronati» № 2076, основана в 1886 году под юрисдикцией ОВЛА. Она принимает членов со всего мира через соответствующую круговую переписку. Её книга работ называется «Искусство четверых коронованных» (Ars Quatuor Coronatorum), которая включает в себя работы написанные в ложе, и которая публикуется каждый год с 1886 года. Большинство исследований ложи имеют некоторый тип работ, или даже просто информационный бюллетень, который регулярно публикуется.
Название ложи произошло из легенды о четверых коронованных (увенчанных) мучениках.

## США
Есть много исследовательских лож, которые в настоящее время создают список ссылок, который будет расширен с информацией из лож сайтов и из других мест. Если нет ничего особенного, что можно было бы отметить о данной исследовательской ложе, то скорее всего упоминание о ложе будет удалено из этого списка после дальнейшего прочтения.
- Американская ложа исследований является старейшей исследовательской ложей в Соединенных Штатах, она была основана в 1931 году, под эгидой великой ложи Нью-Йорка в Нью-Йорке. Она насчитывала среди своих собратьев таких известных лиц, как Гарольд Ван Бурен Борхис, Ян Сибелиус и Роско Паунд[2].
- Округ Колумбия имеет резиденцию от Дэвида Мак-Вильямса, Исследовательскую и Образовательную ложу, а также имеет разрешение от F & AM — на аффилиацию Принс Холла. Работы под юрисдикцией Принс Холла округа Колумбия, посвящены проведению научных исследований и образованию в масонстве в целом и в масонстве Принс Холла в частности, поэтому он может выявить в масонском братстве лучших, их изменения и работу в своих сообществах[3].
- В Штате Кентукки имеется две исследовательских ложи: ложа исследований «Теда Адамса» в Пейнтсвиль и «Уильям О. Вер» ложу исследований в Ковингтон.
- Ложа исследований Миссисипи № 640 работает под эгидой Великой ложи Миссисипи.
- Ложа масонских исследований и образования Нью-Джерси, № 1786 — хартия выдана Великой ложей Нью-Джерси.
- Ложа исследований Южной Калифорнии работает под эгидой великой ложи Калифорнии, она публикует ежемесячный информационный бюллетень и «Программу ученика», чтобы поощрять новых масонов, и получить заинтересованных в научных исследованиях.
- Массачусетский капитул исследований знаменит тем, что работает в Йоркском уставе, в Капитуле святого царственного свода, а не в великой ложе, и имеет тенденцию сосредотачиваться в Капитуле на конкретных исследованиях.
- Исследовательский капитул «Томас Смит Уэбб» № 1798, работает под эгидой Верховного совета Нью-Йорка с 2002 года, и посвящает свои исследования в Капитуле Королевской Арки важным вопросам[4].
- Исследовательская ложа Пенсильвании.
- Исследовательская ложа «Эль Камино».
- Техасская ложа исследований.
- Ежегодная ложа исследований № 175 (Нью-Гэмпшир).
- Исследовательская ложа Айовы № 2[5].
- Ложа исследований «Гражданской войны» № 1865.

## Австралия
- Ложа исследований «Открытие» № 971[6], Под эгидой Объединенной великой ложи Нового Южного Уэльса и Австралийских столичных территорий в 1968 году.
- Южная Австралийская ложа исследований № 216[7], Под эгидой Великой ложи древних вольных и принятых каменщиков Южной Австралии и северных территорий в 1965 году.

## Великобритания
- Ложа «Quatuor Coronati» № 2076.
- Ложа «Veritatem Sequere» № 9615 (Хердфордшир).

## Ирландия
- Ложа исследований № CC[8].

## Россия
- Исследовательская ложа «Четверо коронованных» № 8 ВЛР[9].

## Франция
- Ложа «Феникс» № 30 ВНЛФ[10].
- Ложа «Иоанна Скотта Эригены» № 1000 ВЛФ[11].

## Швеция
- Исследовательская и образовательная ложа № 6 «Aurora Borealis».

## Япония
- Токийская ложа исследований.